# Amiga CDTV
Amiga CDTV (Commodore Dynamic Total Vision — полноэкранная динамическая графика фирмы Commodore) — персональный компьютер фирмы Commodore, на платформе Amiga 500. Один из первых компьютеров, которые стали комплектоваться CD-приводом. Создан в форме CD-проигрывателя, пульт от которого используется как джойстик. Позже для Amiga CDTV стали продаваться мышь и клавиатура. Компьютер выпускался с предустановленной AmigaOS 1.3.
По воле обстоятельств, менеджером команды разработчиков CDTV был Nolan Bushnell, человек, который основал конкурирующую фирму Atari.

## Недостатки
Сообщество пользователей Amiga избегало нового детища фирмы Commodore, которой в то время принадлежал бренд Amiga. Пользователи ждали от Commodore обычный CD привод для своих домашних компьютеров Amiga. Впрочем, такой привод вскоре появился. Для приставки было мало игр, которые в основном создавала фирма Psygnosis.

## Модификации
У игровой приставки были модификации — CDTV-2, построенная на платформе Amiga 500+, и CDTV-CR созданный на платформе Amiga 600, но не вышедшая в свет.
В 1991 году появилась Philips CD-i, которая потеснила Amiga CDTV на рынке игровых приставок.